# Ночлежный дом Бугровых
Ночлежный дом Бугровых — жилой дом в Нижнем Новгороде, построенный в 1880-е годы купцами Бугровыми как гостиница для низших слоёв общества. Расположен на площади Народного Единства.

## История
Дом был построен в период между 1880 и 1885 (по другим данным — 1883) годами. По замыслу, дом должен был стать приютом для «бывших людей». Сам дом располагался между двумя крайностями: с одной стороны от него была купеческая улица, где вершились миллионные сделки, с другой — «Миллиошка», где скитались в основном люди, оказавшиеся «на дне» жизни.
Планировалось, что дом будет вмещать не более 700 человек в один день (точнее ночь, так как днём происходила санитарная обработка помещений), однако на практике получалось, что он вмещал иногда до 1259 человек. Вследствие этого людям приходилось спать где придётся. В 1885—1888 годах, чтобы ночлежный дом функционировал, был построен доходный дом. Лавки в нём сдавались в аренду, и весь доход отправлялся на нужды ночлежки.
Ночлежный дом Бугровых послужил прототипом для ночлежки из пьесы Горького «На дне», однако реальный быт ночлежки отличался от описанного в пьесе, а на фасаде здания была размещена надпись «Водки не пить! Песен не петь! Вести себя тихо!».
После 1920-х годов ночлежка в доме была ликвидирована, а на её месте были созданы коммунальные квартиры. Вследствие произошедшего в 1960-е годы оползня часть дома была засыпана. Это, вместе с безграмотно проведёнными аварийными работами, привело к тому, что дом начал задыхаться. Именно с этого времени началось интенсивное разрушение дома, чему также способствовал открытый в 1920-е годы близ дома трамвай. В 1990-е годы в доме был размещён Отдел виз и регистрации, позднее — Управление Федеральной миграционной службы России по Нижегородской области (ныне расположено по адресу ул. Родионова, д. 23).
В 2005 году к первому празднованию Дня народного единства починили крышу дома и сделали его косметический ремонт. В 2013 году дом был выкуплен Феликсом Верховодовым.